# Плей-оф Світової групи Кубка Федерації 2006
Плей-оф Світової групи Кубка Федерації 2006 — жіночі тенісні матчі між чотирма збірними, що програли в першому раунді змагань Світової групи, і чотирма збірними, що посіли перші місця в змаганнях Світової групи II. Збірні, що перемогли в цих матчах, одержали право на участь у змаганнях Світової групи 2007, а ті, що зазнали поразки, долучилися до Світової групи II 2007.

## Японія — Австрія
| Японія JPN 5 | Ariake Coliseum, Токіо (Японія) 15–16 липня 2006 Decoturf (закритий) | Ariake Coliseum, Токіо (Японія) 15–16 липня 2006 Decoturf (закритий) | Австрія AUT 0 |     |     |  |
| \| \| \| \| 1 \| 2 \| 3 \| \| \| - \| -------------- \| ---------------------------------------------------------- \| ---- \| --- \| --- \| \| \| 1 \| Японія Австрія \| Морігамі Акіко Барбара Шварц \| 7 63 \| 6 0 \| \| \| \| 2 \| Японія Австрія \| Ай Суґіяма Мелані Клаффнер \| 7 5 \| 6 1 \| \| \| \| 3 \| Японія Австрія \| Накамура Айко Барбара Шварц \| 6 2 \| 7 5 \| \| \| \| 4 \| Японія Австрія \| Морігамі Акіко Нікола Гофманова \| 6 2 \| 6 3 \| \| \| \| 5 \| Японія Австрія \| Асагое Сінобу / Ай Суґіяма Мелані Клаффнер / Барбара Шварц \| 6 3 \| 1 6 \| 6 1 \| \| |                                                                      |                                                                      |               |     |     |  |
| |                                                                      |                                                                      | 1             | 2   | 3   |  |
| 1 | Японія Австрія                                                       | Морігамі Акіко Барбара Шварц                                         | 7 63          | 6 0 |     |  |
| 2 | Японія Австрія                                                       | Ай Суґіяма Мелані Клаффнер                                           | 7 5           | 6 1 |     |  |
| 3 | Японія Австрія                                                       | Накамура Айко Барбара Шварц                                          | 6 2           | 7 5 |     |  |
| 4 | Японія Австрія                                                       | Морігамі Акіко Нікола Гофманова                                      | 6 2           | 6 3 |     |  |
| 5 | Японія Австрія                                                       | Асагое Сінобу / Ай Суґіяма Мелані Клаффнер / Барбара Шварц           | 6 3           | 1 6 | 6 1 |  |

## Франція — Чехія
| Франція FRA 3 | US Cagnes Tennis, Кань-сюр-Мер (Франція) 15–16 липня 2006 Червоний ґрунт (відкритий) | US Cagnes Tennis, Кань-сюр-Мер (Франція) 15–16 липня 2006 Червоний ґрунт (відкритий) | Чехія CZE 2 |      |      |  |
| \| \| \| \| 1 \| 2 \| 3 \| \| \| - \| ------------- \| ------------------------------------------------------------- \| --- \| ---- \| ---- \| \| \| 1 \| Франція Чехія \| Татьяна Головін Ніколь Вайдішова \| 1 6 \| 6 3 \| 9 11 \| \| \| 2 \| Франція Чехія \| Наталі Деші Луціє Шафарова \| 5 7 \| 6 3 \| 9 7 \| \| \| 3 \| Франція Чехія \| Наталі Деші Ніколь Вайдішова \| 2 6 \| 3 6 \| \| \| \| 4 \| Франція Чехія \| Татьяна Головін Луціє Шафарова \| 6 2 \| 6 1 \| \| \| \| 5 \| Франція Чехія \| Северін Бремон / Татьяна Головін Івета Бенешова / Квета Пешке \| 6 4 \| 7 62 \| \| \| |                                                                                      |                                                                                      |             |      |      |  |
| |                                                                                      |                                                                                      | 1           | 2    | 3    |  |
| 1 | Франція Чехія                                                                        | Татьяна Головін Ніколь Вайдішова                                                     | 1 6         | 6 3  | 9 11 |  |
| 2 | Франція Чехія                                                                        | Наталі Деші Луціє Шафарова                                                           | 5 7         | 6 3  | 9 7  |  |
| 3 | Франція Чехія                                                                        | Наталі Деші Ніколь Вайдішова                                                         | 2 6         | 3 6  |      |  |
| 4 | Франція Чехія                                                                        | Татьяна Головін Луціє Шафарова                                                       | 6 2         | 6 1  |      |  |
| 5 | Франція Чехія                                                                        | Северін Бремон / Татьяна Головін Івета Бенешова / Квета Пешке                        | 6 4         | 7 62 |      |  |

## Китай — Німеччина
| КНР CHN 4 | Beijing Tennis Center, Пекін (Китай) 15–16 липня 2006 Rebound Ace (закритий) | Beijing Tennis Center, Пекін (Китай) 15–16 липня 2006 Rebound Ace (закритий) | Німеччина GER 1 |     |     |  |
| \| \| \| \| 1 \| 2 \| 3 \| \| \| - \| ------------- \| ---------------------------------------------- \| --- \| --- \| --- \| \| \| 1 \| КНР Німеччина \| Лі На Крістіна Барруа \| 6 3 \| 6 4 \| \| \| \| 2 \| КНР Німеччина \| Чжен Цзє Катрін Верле \| 6 4 \| 7 5 \| \| \| \| 3 \| КНР Німеччина \| Лі На Катрін Верле \| 7 5 \| 7 5 \| \| \| \| 4 \| КНР Німеччина \| Сунь Тяньтянь Татьяна Малек \| 6 4 \| 3 6 \| 3 6 \| \| \| 5 \| КНР Німеччина \| Янь Цзи / Чжен Цзє Крістіна Барруа / Ясмін Вер \| 6 3 \| 6 4 \| \| \| |                                                                              |                                                                              |                 |     |     |  |
| |                                                                              |                                                                              | 1               | 2   | 3   |  |
| 1 | КНР Німеччина                                                                | Лі На Крістіна Барруа                                                        | 6 3             | 6 4 |     |  |
| 2 | КНР Німеччина                                                                | Чжен Цзє Катрін Верле                                                        | 6 4             | 7 5 |     |  |
| 3 | КНР Німеччина                                                                | Лі На Катрін Верле                                                           | 7 5             | 7 5 |     |  |
| 4 | КНР Німеччина                                                                | Сунь Тяньтянь Татьяна Малек                                                  | 6 4             | 3 6 | 3 6 |  |
| 5 | КНР Німеччина                                                                | Янь Цзи / Чжен Цзє Крістіна Барруа / Ясмін Вер                               | 6 3             | 6 4 |     |  |

## Хорватія — Росія
| Хорватія CRO 2 | ITC Stella Maris, Умаг (Хорватія) 15–16 липня 2006 Червоний ґрунт (відкритий) | ITC Stella Maris, Умаг (Хорватія) 15–16 липня 2006 Червоний ґрунт (відкритий) | Росія RUS 3 |      |     |  |
| \| \| \| \| 1 \| 2 \| 3 \| \| \| - \| -------------- \| --------------------------------------------------------- \| ---- \| ---- \| --- \| \| \| 1 \| Хорватія Росія \| Івана Лісяк Анна Чакветадзе \| 62 7 \| 63 7 \| \| \| \| 2 \| Хорватія Росія \| Саня Анчич Олена Дементьєва \| 3 6 \| 5 7 \| \| \| \| 3 \| Хорватія Росія \| Кароліна Шпрем Олена Дементьєва \| 1 6 \| 3 6 \| \| \| \| 4 \| Хорватія Росія \| Саня Анчич Віра Душевіна \| 7 65 \| 6 2 \| \| \| \| 5 \| Хорватія Росія \| Івана Лісяк / Матея Межак Анна Чакветадзе / Олена Весніна \| 3 6 \| 7 63 \| 6 2 \| \| |                                                                               |                                                                               |             |      |     |  |
| |                                                                               |                                                                               | 1           | 2    | 3   |  |
| 1 | Хорватія Росія                                                                | Івана Лісяк Анна Чакветадзе                                                   | 62 7        | 63 7 |     |  |
| 2 | Хорватія Росія                                                                | Саня Анчич Олена Дементьєва                                                   | 3 6         | 5 7  |     |  |
| 3 | Хорватія Росія                                                                | Кароліна Шпрем Олена Дементьєва                                               | 1 6         | 3 6  |     |  |
| 4 | Хорватія Росія                                                                | Саня Анчич Віра Душевіна                                                      | 7 65        | 6 2  |     |  |
| 5 | Хорватія Росія                                                                | Івана Лісяк / Матея Межак Анна Чакветадзе / Олена Весніна                     | 3 6         | 7 63 | 6 2 |  |